# Dieudonné Nzapalainga
Dieudonné Nzapalainga (Mbomou, 14 marzo 1967) è un cardinale e arcivescovo cattolico centrafricano, dal 14 maggio 2012 arcivescovo metropolita di Bangui.

## Biografia
Dieudonné Nzapalainga è nato il 14 marzo 1967 a Mbomou, omonima prefettura e diocesi di Bangassou, nella parte meridionale della Repubblica Centrafricana,

### Ministero sacerdotale
Ha emesso i voti temporanei nella Congregazione dello Spirito Santo l'8 settembre 1993, professando i voti perpetui il 6 settembre 1997. Ha ricevuto l'ordinazione sacerdotale il 9 agosto 1998 per imposizione delle mani di monsignor Antoine Marie Maanicus, C.S.Sp., vescovo di Bangassou. Dal 2005 al 2009 è stato superiore regionale dei Padri Spiritani.
Il 26 maggio 2009 sono state accettate le dimissioni di monsignor Paulin Pomodimo, arcivescovo metropolita di Bangui, dopo che un'indagine vaticana si è conclusa con la scoperta che molti sacerdoti centrafricani hanno violato i voti di povertà, castità ed obbedienza; contestualmente è stato nominato amministratore apostolico della stessa arcidiocesi.

### Ministero episcopale
Il 14 maggio 2012 papa Benedetto XVI lo ha nominato, quarantacinquenne, arcivescovo metropolita di Bangui. Il 29 giugno, giorno della solennità dei Santi Pietro e Paolo, si è recato presso la Basilica di San Pietro in Vaticano, dove il Pontefice gli ha imposto il pallio, simbolo di comunione tra la Santa Sede e il metropolita. Ha ricevuto la consacrazione episcopale il successivo 22 luglio, presso la Cattedrale di Notre-Dame a Bangui, per imposizione delle mani del cardinale Fernando Filoni, prefetto della Congregazione per l'evangelizzazione dei popoli, assistito dai co-consacranti monsignori Jude Thaddeus Okolo, arcivescovo titolare di Novica e nunzio apostolico nella Repubblica Centrafricana, ed Edouard Mathos, vescovo di Bambari; ha preso possesso della sua sede il 29 luglio. Come suo motto episcopale il neo vescovo Nzapalainga ha scelto À l'image de Dieu il le créa, che tradotto vuol dire "A immagine di Dio lo creò" (Genesi 1, 27).
Nel luglio 2013 è stato eletto presidente della Conferenza Episcopale della Repubblica Centrafricana (CECA), ricoprendo tale incarico fino al 18 gennaio 2019.
Nell'ottobre 2014 ha partecipato su invito di papa Francesco alla terza assemblea generale straordinaria del Sinodo dei vescovi sul tema della famiglia, in qualità di presidente della CECA. Nel novembre 2015 ha accolto il Pontefice in visita pastorale nella Repubblica Centrafricana, che proprio lì il 29 novembre ha dato inizio al Giubileo straordinario della misericordia aprendo la porta santa della cattedrale di Bangui.

### Cardinalato
Il 9 ottobre 2016, durante l'Angelus, papa Francesco ha annunciato la sua creazione a cardinale nel concistoro del 19 novembre seguente; è il primo porporato centrafricano nella storia della Chiesa. Durante la cerimonia, svoltasi nella Basilica di San Pietro in Vaticano, il Pontefice gli ha conferito la berretta, l'anello cardinalizio ed il titolo presbiterale di Sant'Andrea della Valle; il titolo era vacante dal 29 aprile 2015, giorno della morte del cardinale Giovanni Canestri, arcivescovo emerito di Genova. Ha preso possesso della sua chiesa titolare in una celebrazione svoltasi il 18 dicembre successivo alle ore 18:00.
Al momento della sua creazione cardinalizia, avvenuta nel 2016, è stato il più giovane membro del Sacro Collegio, fino a quando ha ceduto tale primato al cardinale Giorgio Marengo, creato nel concistoro del 27 agosto 2022.
Il 7 e 8 maggio 2025 ha partecipato come cardinale elettore al conclave che ha portato all'elezione di papa Leone XIV.

## Genealogia episcopale e successione apostolica
La genealogia episcopale è:
- Cardinale Scipione Rebiba
- Cardinale Giulio Antonio Santori
- Cardinale Girolamo Bernerio, O.P.
- Arcivescovo Galeazzo Sanvitale
- Cardinale Ludovico Ludovisi
- Cardinale Luigi Caetani
- Cardinale Ulderico Carpegna
- Cardinale Paluzzo Paluzzi Altieri degli Albertoni
- Papa Benedetto XIII
- Papa Benedetto XIV
- Papa Clemente XIII
- Cardinale Enrico Benedetto Stuart
- Papa Leone XII
- Cardinale Chiarissimo Falconieri Mellini
- Cardinale Camillo Di Pietro
- Cardinale Mieczysław Halka Ledóchowski
- Cardinale Jan Maurycy Paweł Puzyna de Kosielsko
- Arcivescovo Józef Bilczewski
- Arcivescovo Bolesław Twardowski
- Arcivescovo Eugeniusz Baziak
- Papa Giovanni Paolo II
- Cardinale Fernando Filoni
- Cardinale Dieudonné Nzapalainga, C.S.Sp.

La successione apostolica è:
- Vescovo Tadeusz Kusy, O.F.M. (2014)
- Vescovo Bertrand Guy Richard Appora-Ngalanibé, O.P. (2017)
- Vescovo Jesús Ruiz Molina, M.C.C.I. (2017)
- Vescovo Mirosław Gucwa (2018)
- Vescovo Severin Nziengui Mangandza, C.S.Sp. (2022)
- Vescovo Toussaint Ngoma Foumanet, C.S.Sp. (2022)
- Vescovo Aurelio Gazzera, O.C.D. (2024)
- Vescovo Victor Hugo Castillo Matarrita, M.C.C.I. (2024)

## Opere
- La mia lotta per la pace. Centrafrica, un cardinale per il dialogo con Laurence Desjoyaux. Libreria editrice vaticana, 2022. ISBN 978-88-266-0721-4.